# Горско-Пушкинское общежитие
Горско-Пушкинское общежитие (полное наименование — Общежитие Общества по распространению образования и технических сведений среди горцев Терской области) — памятник архитектуры и градостроительства во Владикавказе, Северная Осетия. Выявленный объект культурного наследия России и культурного наследия Северной Осетии. Находится в исторической части города на улице Церетели, д. 16.

## История
25 мая 1900 года на собрании Общества по распространению образования и технических сведений среди горцев Терской области было принято решение построить во Владикавказе общежитие для детей горцев, в котором были бы «сосредоточены учебные заведения, дающие выход к более высшему образованию горцам», потому что «только незначительная часть учащихся горцев живёт в пансионах учебных заведений, — большинство же пребывает в неподходящей ученической обстановке, что не может не отражаться гибельно на их успехах». В местной периодической печати был опубликован проект общежития для учащихся из осетин, кабардинцев, ингушей, чеченцев и кумыков. Согласно проекту, общежитие с подготовительной школой должно было содержаться на благотворительные средства, взносы учеников и пособия Общества.
Двухэтажный дом из красного кирпича в архитектурном стиле модерн построен в 1903 году на Крепостной улице подрядчиком В. П. Дзаховым по заказу «Общества по распространению образования и технических сведений среди горцев Терской области». Архитектор неизвестен. Здание было построено на средства городской интеллигенции и предназначалось в качестве общежития для учащихся владикавказских учебных заведений, выходцев из горных селений Терской области.
Общежитие было открыто в 1903 году в столетие со дня рождения русского поэта Александра Пушкина, в связи с чем ему было присвоено его имя.
В 1909 году было передано 2-му реальному училищу, для которого были построены четыре дополнительных классных комнат. Это училище закончили Созырыко Бритаев и Исса Плиев.
В настоящее время в здании находится библиотека Северо-Осетинского университета.